# داویت مجیری
داویت مجیری (۲ ژانویهٔ ۱۹۷۸) یک بازیکن فوتبال اهل گرجستان است. وی در تیم ملی فوتبال گرجستان بازی کرده‌است.